# Todos hablan de ti
Todos hablan de ti es un álbum recopilatorio de Malas compañías de 1980 y Ruleta rusa de 1984, segundo y tercer discos de Joaquín Sabina como solista (sin contar La mandrágora de 1981 con Javier Krahe y Alberto Pérez e Inventario, su primer álbum). 

## Canciones
1. Pongamos que hablo de Madrid - 4:07
2. Calle Melancolía - 4:27
3. Qué Demasiao (Una canción para el Jaro) - 3:30
4. Ring, ring, ring - 4:09
5. Eh, Sabina  - 3:40
6. Juana la Loca  - 5:35
7. Pisa el acelerador - 3:39
8. Negra noche - 4:09
9. Pasándolo bien - 2:41
10. Círculos viciosos - 5:09
11. Carguen, apunten, fuego - 3:40
12. Gulliver - 3:47
13. Manual para héroes o canallas - 3:11
14. Bruja - 4:27
15. Mi amigo Satán - 4:20
16. Ocupen su localidad - 3:24
17. Caballo de cartón - 4:14
18. Guerra Mundial - 3:50
19. Por el túnel - 5:07